# Issers
Issers (în arabă يسر) este o comună din provincia Boumerdès, Algeria.
Populația comunei este de 32.580 de locuitori (2008).